# Ревельський повіт
Ревельський повіт — адміністративна одиниця у складі Естляндської губернії з центром у місті Ревель.

## Географія
Ревельський повіт розташовувався у західній частині Естляндської губернії та займав 5027,4 квадратних верст. На півночі омивався Фінською затокою. На території повіту розташовувались безліч дрібних островів, з яких основні: Нарген, Великий та Малий Врангель, Екгольм, Кокшхер, Рамосаар, Вульф і Педасаар.
Територією повіту протікають кілька незначних річок. Річка Кассарієн, що впадає до Ризької затоки, бере початок у колишньому Ревельському повіті. Річки Кегель та Ягговаль утворюють мальовничі водоспади. Повіт налічував до 80 озер, але значущих серед них немає. Найбільше з озер, Ервекюльське, за 2 версти від Ревеля, займає площу 8 верст2 (з озера подавалась питна вода до Ревеля).

## Населення
Станом на 1897 рік чисельність населення повіту становила 157736 осіб, за даними 1913 року — 192 900 осіб.

## Адміністративний поділ
1899 року Ревельський повіт поділявся на 34 волості:
- Аннійська
- Віхтерпальська
- Владимирська
- Врангельсгольська
- Гаркська
- Єгелехтська
- Єрвакантська
- Єрденська
- Йоганнісгофська
- Кайська
- Кегельська
- Кендаська
- Кехтельська
- Кідаська
- Кірнаська
- Койльська
- Колькська
- Куймецька
- Курнальська
- Лайцька
- Миколаївська
- Наргенська
- Невеська
- Неггатська
- Олександрівська
- Падиська
- Пеннінгіська
- Разикська
- Райкюльська
- Раппельська
- Різенберзька
- Роггеська
- Фрідріхсгофська
- Шварценська